# David Limberský
David Limberský (Pilsen, 6 oktober 1983) is een Tsjechisch voetballer die bij voorkeur als linksback speelt. Hij verruilde in 2008 Sparta Praag voor FC Viktoria Pilsen. Limberský was van 2009 tot en met 2016 ook international in het Tsjechisch voetbalelftal, waarvoor hij veertig interlands speelde en één keer scoorde.

## Clubcarrière
Limberský begon zijn professionele voetbalcarrière in 2002 bij FC Viktoria Pilsen. Tijdens zijn contractperiode werd hij kortstondig verhuurd aan Modena en Tottenham Hotspur. Na Viktoria Pilsen volgde een jaar Sparta Praag, waarna hij weer terugkeerde naar Pilsen. Met die club werd hij in 2011, 2013, 2015 en 2016 kampioen van de Tsjechië.

## Interlandcarrière
Limberský debuteerde op 5 juni 2009 in het Tsjechisch voetbalelftal in een interland tegen Malta. Hij maakte deel uit van de selectie voor het Europees kampioenschap voetbal 2012, waar hij drie van de vier wedstrijden in de basis stond. Hij maakte ook deel uit van de Tsjechische ploeg op het EK 2016 in Frankrijk. Na nederlagen tegen Spanje (0–1) en Turkije (0–2) en een gelijkspel tegen Kroatië (2–2) was Tsjechië uitgeschakeld na afloop van de groepsfase. Limberský stopte na afloop van het EK in navolging van zijn landgenoten Petr Čech, Jaroslav Plašil en David Lafata als international.